# Relações entre Paquistão e Vietnã
As relações entre o Paquistão e o Vietnã referem-se à relação bilateral entre a República Socialista do Vietnã e a República Islâmica do Paquistão. A relação é amplamente baseada no comércio mútuo e na cooperação política internacional entre os dois países. O Paquistão é representado no Vietnã por sua embaixada em Hanói, e o Vietnã mantém uma embaixada em Islamabad. Durante a Guerra Fria, o Paquistão (uma nação não alinhada em nível oficial) manteve laços estreitos com o Bloco Ocidental liderado pelos Estados Unidos para combater a fidelidade da rival Índia à União Soviética e ao Bloco do Leste. Durante as décadas de 1960 e 1970, os Estados Unidos estiveram envolvidos na Guerra do Vietnã contra o Vietnã do Norte, apoiado pela União Soviética (que saiu vitorioso da guerra e seu governo substituiu o do Vietnã do Sul), enquanto, no mesmo período, o Paquistão se envolveu em duas grandes guerras com a vizinha Índia, a Guerra Indo-Paquistanesa de 1965 e Guerra Indo-Paquistanesa de 1971, sendo que a última resultou em uma derrota devastadora para o Paquistão e viu o surgimento de Bangladesh independente. Devido ao fato de o Paquistão ser um aliado dos Estados Unidos e ter começado a travar uma guerra indireta contra os soviéticos no Afeganistão com forte apoio dos EUA, as relações entre os dois ficaram tensas, com o Paquistão fechando sua missão diplomática no Vietnã em 1980 e o Vietnã fazendo o mesmo em 1984. No entanto, as relações melhoraram muito na década de 2000, e o Paquistão reabriu sua embaixada em Hanói em outubro de 2000. O Vietnã também reabriu sua embaixada em Islamabad e seu escritório comercial em Karachi em dezembro e novembro de 2005, respectivamente. As relações entre os dois países continuaram amigáveis, com o Vietnã expressando interesse em aumentar a cooperação econômica e militar com o Paquistão. Os chefes de ambas as nações fizeram visitas oficiais um ao outro, com o presidente paquistanês Pervez Musharraf visitando o Vietnã em maio de 2001 e o presidente vietnamita Trần Đức Lương também fazendo uma visita oficial ao Paquistão em março de 2004. Ao longo da década seguinte, vários ministérios vietnamitas e paquistaneses fizeram várias visitas um ao outro. Uma parte importante da busca do Paquistão para aprimorar seu relacionamento com o Vietnã está delineada na estratégia "Vision East Asia" do Paquistão. O surgimento dessa estratégia foi resultado do desejo do Paquistão de equilibrar suas relações com o Vietnã e com outros estados do Leste Asiático e do Sudeste Asiático, esforçando-se para contornar o relacionamento próximo do Paquistão com a China e o crescente relacionamento do Vietnã com a Índia, sendo o primeiro motivo de preocupação para o Vietnã devido ao seu relacionamento tenso com a China e o segundo motivo de preocupação para o Paquistão devido à sua rivalidade e histórico de conflito armado com a Índia.
O Vietnã forneceu ajuda no valor de US$ 50.000 ao Paquistão durante as inundações catastróficas de 2010.

## Relações comerciais
No início de 1998, o Vietnã enviou um grupo de empresários ao Paquistão, que se reuniu com o Ministério do Comércio do Paquistão e visitou várias fábricas e empresas para estudar o ambiente econômico e as oportunidades de fazer negócios com empresas paquistanesas.
O comércio entre os dois países aumentou de US$ 10 milhões em 1999 para US$ 150 milhões em 2008. O Paquistão é o maior importador de chá do Vietnã. O Vietnã importa do Paquistão produtos como algodão, couro e produtos farmacêuticos. O potencial de exportações do Paquistão também inclui motocicletas, instrumentos cirúrgicos e investimentos em mineração de carvão e aquicultura. O Vietnã também comprou equipamentos militares e armamentos do Paquistão, causando tensões em seu relacionamento com a Índia.
Enquanto isso, o Vietnã tem potencial para exportar borracha bruta e vários produtos e máquinas de borracha para o Paquistão.
Em 2021, o comércio entre Paquistão e Vietnã atingiu um recorde histórico de mais de US$ 794 milhões, um aumento de 54,41% em relação a 2020.

## Cooperação política
Em maio de 2001, Pervez Musharraf fez uma visita oficial ao Vietnã. Em março de 2004, o presidente Trần Đức Lương, a convite de Pervez Musharraf, visitou o Paquistão. O Paquistão considera o Vietnã um importante parceiro diplomático, devido à sua adesão plena à Associação de Nações do Sudeste Asiático e ao apoio do Vietnã à proposta do Paquistão de ser um parceiro de diálogo pleno dessa associação. Portanto, de acordo com a política externa do Paquistão "Vision East Asia", o Vietnã tem o potencial de promover os interesses mútuos do Paquistão na Associação de Nações do Sudeste Asiático, enquanto o Paquistão apoia a proposta do Vietnã de se tornar um membro não permanente do Conselho de Segurança da ONU. O apoio do Vietnã ao Paquistão em 2011 para a isenção de impostos da União Europeia para seus produtos têxteis também foi considerado muito importante pelos diplomatas paquistaneses.
O Paquistão vem acompanhando seriamente a diplomacia vietnamita e tem receio do desenvolvimento de laços fortes entre a Índia e o Vietnã, o que poderia, consequentemente, deteriorar as relações entre o Paquistão e o Vietnã. Isso ocorre porque o Paquistão é um aliado de longa data da China, que tem relações tensas com o Vietnã. As consequências das relações do Vietnã com a Índia, rival do Paquistão, seriam um grande problema para o Paquistão. Para contornar esse problema, a estratégia "Vision East Asia" do Paquistão foi criada para equilibrar as relações entre o Paquistão e o Vietnã.

## Paquistaneses no Vietnã
As áreas com uma população significativa de paquistaneses no Vietnã incluem as cidades de Hanói e Cidade de Ho Chi Minh.

## Vietnamitas no Paquistão
Muitos fatores contribuem para a presença limitada das comunidades e da cultura vietnamita no Paquistão, principalmente o relacionamento próximo do país com a China. Devido à ausência de uma forte conexão histórica e de relações estreitas entre os dois países (bem como à distância geográfica entre eles), continua a haver uma falta de interação entre os vietnamitas e os paquistaneses (sem levar em conta as diásporas de ambas as comunidades que estão presentes em países como os Estados Unidos e o Canadá). Apesar disso, não é incomum que as duas comunidades se cruzem, já que o Paquistão recebe regularmente uma quantidade considerável de turistas vietnamitas e pequenas comunidades de vietnamitas e sua culinária podem ser encontradas em Karachi.